# Любовь Яровая (пьеса)
Любовь Яровая — пьеса Константина Тренёва в  пяти действиях.

## Действующие лица
- Любовь Яровая, учительница.
- Михаил Яровой (Вихорь), её муж, офицер.
- Павла Петровна Панова, машинистка.
- Роман Кошкин, комиссар.
- Швандя, матрос.
- Хрущ, Грозной, Мазухин, помощники Кошкина.
- Максим Горностаев, профессор.
- Елена Горностаева, его жена.
- Малинин, Кутов, полковники.
- Аркадий Елисатов, деятель тыла.
- Иван Колосов, электротехник.
- Дунька, горничная, потом спекулянтка.
- Махора, девушка.
- Марья, крестьянка.
- Григорий, Семён, её сыновья.
- Пикалов, мобилизованный.
- Фольгин, либеральный человек.
- Барон.
- Баронесса.
- Чир, сторож.
- Дирижёр танцев.
- Закатов, протоиерей.
- Костюмов, каптенармус.
- Татьяна Хрущ.
- Генерал.
- Главнокомандующий.
- Первый конвойный.
- Второй конвойный.
- Депутат от помещиков.
- Депутат от промышленников.
- Продавец газет.
- Продавец папирос.
- Продавщица папирос.
- Продавщица цветов.
- Чистильщик сапог.
- Первый господин.
- Второй господин.
- Третий господин.
- Матушка.
- Писарь.
- Рабочие, красноармейцы, офицеры, солдаты, граждане, господа, дамы, гимназистки.

## Сюжет
Молодая учительница Любовь Яровая, помогающая подпольному революционному комитету, неожиданно встречает своего мужа, считавшегося погибшим во время первой мировой войны поручика Ярового. Любовь Яровая, поверившая в дело революции, трагически переживает предательство ставшего белогвардейцем мужа и порывает со своей любовью, с прошлым ради будущего. Любовь Яровая проходит путь от «сочувствия революции» до понимания своего места в ней, от «темной, трусливой мещанки» до вдохновительницы масс на беспощадную борьбу с контрреволюцией. Любовь Яровая и ее муж Михаил стали врагами, столкнувшись «на одной дороге». Традиционный «семейный конфликт» в пьесе из личного и частного перерастает в непримиримое противостояние двух социальных лагерей. Яровой дважды спасает жену от расправы. Догадываясь о её связи с большевиками, поручик Яровой обманывает жену, говоря о своём разочаровании в белых и желании помочь красным. Любовь Яровая, поверив обману, выдаёт мужу место встречи подпольщиков, которых по её вине арестовывает контрразведка. Когда Красная Армия отбивает город, поручик Яровой пытается спрятаться у жены, но она сообщает красным, где прячется муж. Ярового расстреливают.

## Спектакль
- «Любовь Яровая» (1951)

## Художественные фильмы и телеспектакли
- «Любовь Яровая» — фильм 1953 года.
- «Любовь Яровая» — фильм 1970 года.
- «Любовь Яровая» — телеспектакль 1977 года: реж. Виктор Турбин; в гл. ролях: Инна Чурикова, Леонид Филатов.
- «Любовь Яровая» — телеспектакль 1981 года: реж. Пётр Фоменко, Алина Казьмина; в гл. ролях: Руфина Нифонтова, Юрий Соломин.

## Опера
- «Любовь Яровая» — композитор Энке, Владимир Робертович, 1947 год.

## Оперетта
- «Товарищ Любовь» — музыка В. Ильина, либретто и стихи Ю. Рыбчинского по мотивам пьесы К. Тренёва «Любовь Яровая» (Московский театр оперетты, 1977 год).